# کبوتر تروکاز
 کبوتر تروکاز(نام علمی: Columba trocaz) نام یک گونه از سرده کبوتر است.